# تايب 218 إس جي (فئة غواصة)
غواصات الفئة تايب 218 إس جي والمعروفة أيضاً باسم إنفنسبل (بالإنجليزية: Invincible وتعني التي لا تُقهر)‏ هي غواصات ذات دفع لاهوائي، طلبتها البحرية السنغافورية من تيسنكروب مارين سيستم. وتعتمد تايب 218 إس جي على تصميم تايب 216.

طلبت سنغافورة أربعة غواصات من هذه الفئة، وتم بالفعل تدشين الغواصة الأولى من الفئة باسم آر إس إس إنفينسبل RSS Invincible في فبراير 2019. وستحل هذه الغواصات -إلى جانب غواصات الفئة آرتشر والموجودة فعلياً بالخدمة- محل الغواصات المتقادمة من فئة تشالنجر للخدمة في البحرية السنغافورية.

## خلفية تاريخية
بدأت القوات البحرية السنغافورية في تكوين أسطولها من الغواصات في العام 1995، وذلك بشراء غواصة مستعملة من الفئة Sjöormen من البحرية السويدية. وفي العام 1997 اشترت ثلاث غواصات مستعملة أخرى من نفس الفئة، وأعادت تسمية الفئة باسم تشالنجر. وقد أُخرجت غواصتين -من الأربعة- من الخدمة في عام 2015.
في 16 يونيو 2009، أُعيد تدشين أولى غواصتين من الفئة فاسترجوتلاند بعد ترقيتها وتزويدها بوحدة دفع لاهوائي. وقد حصلت سنغافورة على هاتين الغواصتين المستعملتين أيضاً من البحرية السويدية. وقد تم إعادة تسمية فئة الغواصتين إلى الفئة آرتشر. وقد استلزمت عملية التزويد بمنظومة الدفع اللاهوائي قطع هيكل الغواصة لتناسب المكونات الجديدة.
في العام 2013، طلبت سنغافورة شراء غواصتين من الفئة تايب 2018 إس جي «إنفنسبل»، وقد تم طلبهما من شركة تيسنكروب الألمانية.وقد أُتبع هذا الطلب بآخر لشراء غواصتين أخريتين من نفس الفئة وذلك في مايو 2017.

بعد تدشين الغواصة الأولى في 2019، من المقرر تسليم الغواصة الثانية في 2022، على أن يليها تسليم الثالثة والرابعة من العام 2024 فصاعدا.

## التصميم

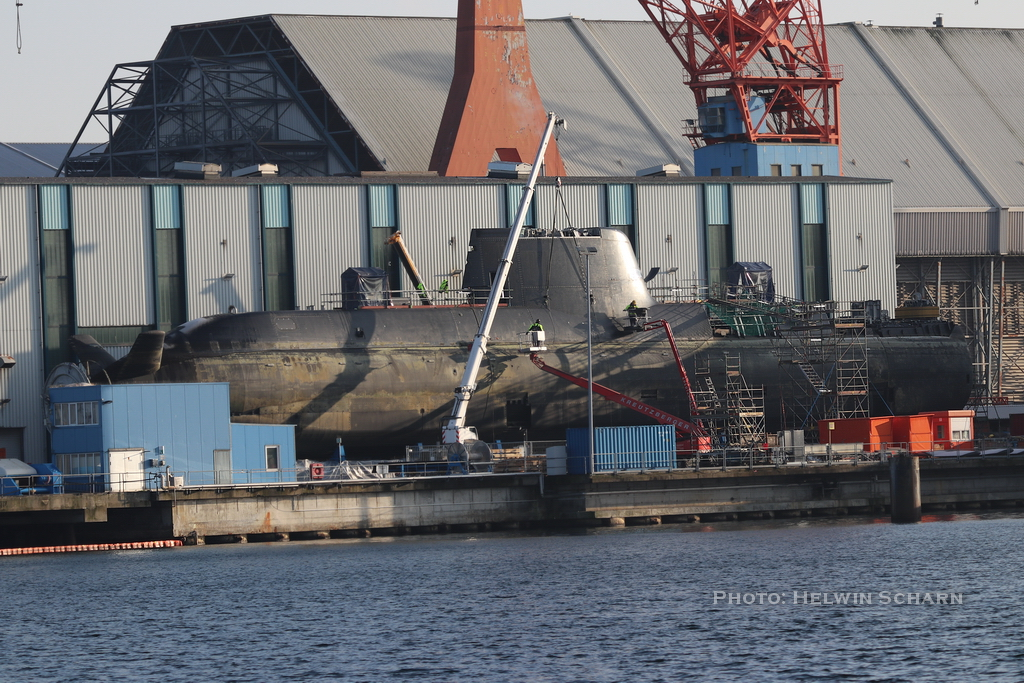
عملية بناء الغواصة إنفينسبل في كيل

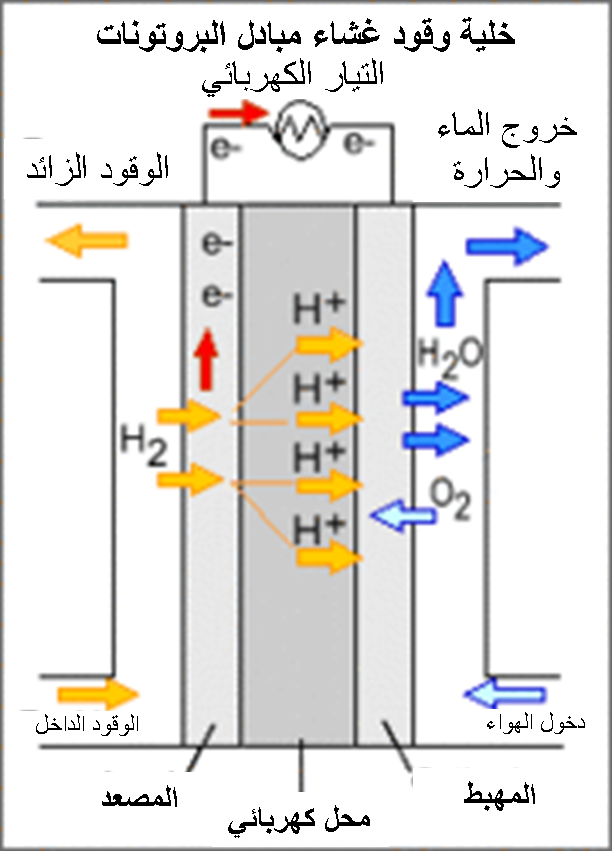
مخطط خلية وقود غشاء تبادل البروتون

بصفتها مدير لبرنامج الغواصات تايب 218 إس جي، قامت وكالة علوم وتكنولوجيا الدفاع السنغافورية DSTA بدفع تصميم الغواصة للأمام، في تكامل مع أنظمة القتال، وكذلك الأنظمة الخاصة بالمنصة. وقد جاء ذلك على عكس ماحدث في حالة غواصات تشالنجر وكذلك فئة آرتشر، التي تم الحصول عليها من السويد وتم تجديدها من أجل البحرية السنغافورية. فتصميم غواصات الفئة تايب 218 إس جي وتصنيعها جاء خصيصاً لتلبية متطلبات التشغيل في سنغافورة.

قام فريق الوكالة بدمج مفاهيم هندسية للعوامل البشرية لتصميم الغواصات لمتوسط حجم وقوة بحار سنغافورة. فعلى سبيل المثال، تم تصميم عوامل مثل موضع الأجهزة، والقوة اللازمة لتشغيل الأجهزة، وحتى إمالة شاشات الكونسول، خصيصًا لتعزيز بيئة العمل للمشغل.
وإلى جانب التأثير على التصميم، فقد استفادت الوكالة من التقنيات الذكية للسماح للغواصات «برؤية المزيد» و «العمل بشكل أسرع» بينما لا تزال تعمل بواسطة حجم طاقم مشابه للغواصات من فئة آرتشر. وقام فريق الوكالة كذلك بدمج الأتمتة المتقدمة في الأنظمة التي ستساعد الطاقم على اتخاذ قرار سريع، بشأن أفضل مسار للعمل في مهامهم.
تحتفظ غواصات الفئة تايب 218 إس جي بميزة الدفة عى شكل الحرف (X) والمميزة لغواصات تايب 214 وتايب 212A وهي الخاصية التي تمكن الغواصة من المناورة في المياه الساحلية الضحلة. كما يبلغ طول الغواصة 70 مترا وقطرها 6.3 متر، ويعمل على تشغيلها طاقم من 28 ضابط وبحار. وتبلغ إزاحة الغواصة 2000 طن عند ابحارها على السطح، بينما تصل إلى 2200 طن وهي غاطسة. وقد تم تزويد أفراد الطاقم بطابقين خاصين بهم ومساحة معيشة أكبر ومقصورات استحمام ومراحيض إضافية.

### الدفع
علاوة على الدفع بنظام ديزل/كهرباء، يتم تشغيل الغواصة من فئة تايب 218 إس جي بنظام الدفع اللاهوائي AIP، وذلك لتعزيز الشبحية. وتبلغ سرعة السفينة على السطح أكثر من 10 عقدة (19 كم/ساعة)، بينما تزيد سرعتها وهي غاطسة عن 15 عقدة (28 كم/ساعة).
وتتمتع غواصات هذه الفئة بالقدرة على البقاء غاطسة لمدة أطول بنسبة 50% تقريبًا مقارنة بالغواصات من فئة آرتشر لأنها مزودة بنظام دفع متقدم يعتمد على تقنية خلايا الوقود القائمة على نظام الدفع بتقنية خلايا الوقود Fuel Cell Technology.

## التكلفة
هناك اختلافات في تقدير قيمة تكلفة الغواصة من الفئة تايب 218 إس جي. وتشير بعض المصادر إلى أن تكلفة الغواصتين بطلب الشراء الأول في 2013 قد جاوز مليار يورو. بتكلفة تفوق 610 مليون دولار أمريكي للغواصة الواحدة، بينما تشير مصادر أخرى لتكلفة تصل إلى 900 مليون دولار أمريكي للغواصة.

## تأخير التسليم
على الرغم من أن الغواصة الأولى من فئة تايب 218 إس جي، قد تم تدشينها في 18 فبراير 2019، إلا أن وزارة الدفاع السنغافورية أعلنت في 29 يونيو 2020، أنه نظراً لاضطرابات سلسلة التوريد الناشئة عن جائحة كوفيد-19، فمن المتوقع تسليم أول غواصة من فئة إنفينسبل (تايب 218 إس جي) إلى سنغافورة بحلول عام 2022، بدلاً من 2021 المتوقعة سابقاً.

## روابط خارجية
- تدشين الغواصة إنفينسبل (تايب 218 إس جي)